# 波氏巴豆
波氏巴豆（学名：Croton bonplandianus）为大戟科巴豆屬下的一个种。

## 扩展阅读
- 維基物種上的相關：波氏巴豆